# Richard Arkwright
Sir Richard Arkwright (født 23. december 1732, død 3. august 1792) var en engelsk forretningsmand og opfinder. Arkwright blev født under fattige kår i byen Preston lige nord for Liverpool og var den yngste af en skrædders tretten børn. Som erstatning for egentlig skolegang lærte en kusine ham at læse og skrive. Arkwright var med til at opfinde en spindemaskine, der muliggjorde masseproduktion af bomuldstråd, hvilket var en stor mangelvare midt i 1700-tallet.
Selv om alle hans patenter senere blev ophævet, er han ofte krediteret for den industrielt anvendte spindemaskine, der efter overgangen til vandkraft kaldtes vandspindemaskinen. Han patenterede desuden en kartemaskine for omdannelse af rå bomuld til garn. Arkwright betragtes som faderen til den moderne fabrik, og hans opfindelser var katalysator for den industrielle revolution.

## Liv og arbejde
Richard Arkwright fik uddannelse som barber og tjente også en del penge på handel med midler til hårfarvning. I 1762 startede han en parykforretning. I 1769 tog han patent på den første spindemaskine, som han anvendte i nyopførte bomuldsfabrikker. Nogle så ham som en dygtig forretningsmand, mens andre så ham som en brutal og hensynsløs udbytter.
Han blev meget velhavende og i 1786 også adlet. Det er stor tvivl om, hvem der egentlig opfandt Arkwrights spindemaskine. Maskinen var anderledes end forgængeren "spinde-jenny", fordi den ikke var håndtrukket og kunne spinde kraftigere tråde, der var anvendelige som trend i vævningen. Richard Arkwright blev en af foregangsmændene for den udvikling, der i løbet af de næste par generationer vendte op og ned på hele bomuldsindustrien. I 1788 fandtes mere end 100 bomuldsfabrikker i England.

## Opfindelser
Det var i Richard Arkwrights tid som barber, han for første gang så spindere og vævere. Det skete, da han i 1761 efter sit ægteskab med Margaret Biggins udvidede barberforretningen med parykker. Fremstillingen af parykker gjorde det nødvendigt at rejse meget, for at finde og købe hår. På disse rejser hørte han for første gang om forsøgene på at frembringe nye spindemaskiner. Nu mødte han John Kay, som var urmager og tidligere havde arbejdet på en ny spindesmaskine sammen med Thomas Highs. De havde dog ikke haft penge nok til at gennemføre projektet. Dette møde fik stor betydning for Richard Arkwright. Da parykkerne gik af mode, begyndte Arkwright at opfinde mekaniske maskiner til tekstilindustrien, hovedsageligt til spinding og vævning. Det skulle blive hans vej til rigdom og succes.
I 1769 gjorde Richard Arkwright sin første opfindelse af spindemaskinen i samarbejde med John Kay og nogle tømrere. Den var alt for stor til at blive betjent ved håndkraft og blev derfor i første omgang anvendt med heste som trækkraft. Nogle år senere i 1771 opfandt Arkwright vandspindemaskinen, der kunnnes drives ved vandkraft i forbindelse med en vandmølle.
En fabrik blev anlagt i Cromford i Derbyshire, der som den første anvendte vandkraft til bomuldsspinding. I det næste årti anlagde Arkwright fire nye vandhjulsdrevne bomuldsspinderier og vendte op og ned på bomuldsindustrien.